# Don Dowe
Don Dowe est un acteur américain né le 14 octobre 1961 à Jackson, Mississippi (États-Unis).

## Filmographie
- 1990 : Blood Games : Holt
- 1990 : Poudre jaune  (Vietnam, Texas) de Robert Ginty : T. C.
- 1991 : Wizards of the Demon Sword : Assistant Slaver
- 1991 : Bad Girls from Mars : Masked Man
- 1991 : Trancers II : Orderly
- 1992 : Eddie Presley (en) de Jeff Burr : Guard
- 1992 : Legend of Skull Canyon : Gang member
- 1992 : Qui a peur du diable ? (Evil Toons) : Biff
- 1992 : Trancers III (vidéo) : Stevens
- 1993 : Witch Academy : Neal
- 1994 : Saturday Night Special : Cliff
- 1994 : Menendez: A Killing in Beverly Hills (TV) : Bouncer
- 1994 : Test Tube Teens from the Year 2000 : Lex 500
- 1995 : Tales from the Hood (en) de Rusty Cundieff (en) : Cell orderly #1
- 1995 : Rumpelstiltskin : Deputy Barnes
- 1996 : Carnival of Wolves : Simon
- 1996 : L'Innocence perdue (She Cried No) (TV) : Panel Administrator
- 1997 : Turbulences à 30 000 pieds (Turbulence) de Robert Butler : Air Traffic Controller
- 1997 : Champions : Trainer
- 1999 : Y a-t-il un parrain pour sauver la mafia ? (Kiss Toledo Goodbye) : Glen
- 2000 : Little Richard (TV) : Cop
- 2005 : The Inner Circle : Real Estate Agent
- 2003 : Bruce tout-puissant (Bruce Almighty) : Camera operator
- 2003 : How to Get the Man's Foot Outta Your Ass : Officer
- 2017 : Battle of the Sexes de Jonathan Dayton et Valerie Faris : annonceur TV